# MNK Adriacink Split
Malonogometni klub Adriacink (MNK Adriacink; Adriacink Split; Adriacink) je bio malonogometni (futsal) klub iz Splita, Splitsko-dalmatinska županija. 

## O klubu
MNK "Adriacink" je osnovan 1993. godine pod nazivom MNK "HP Delamaris" spajanjem dvaju splitskih klubova: MNK "Naftalina" (osnovani 1970.-ih godina kao klub Sveučilišta u Splitu) te MNK "Crveni&Ladni" (osnovani 1980.-ih godina). 
 
Pod imenom Adriacink (po istoimenom sponzoru - Tvornici za pocinčavanje i lijevanje "Adriacink") djeluje od 1995. godine. Klub se uglavnom natjecao u 2. HMNL - Jug. Klub je službeno ugašen 2013. godine.

## Vanjske poveznice
- geocities.ws/mnk_adriacink - stranice kluba